# Burg Parsberg (Miesbach)
Die Burg Parsberg, auch Pastberg genannt, ist eine abgegangene Höhenburg auf dem Vogelherd bei dem heutigen Stadtteil Parsberg von Miesbach im Landkreis Miesbach in Bayern.
Als Besitzer der vermutlich im 10. bis 11. Jahrhundert erbauten Burg werden die Herren von Waldeck genannt. Im 19. Jahrhundert wurden die letzten Reste der Burganlage eingeebnet. Die Anlage wird nicht als Bodendenkmal im Bayernatlas geführt. 